# Sixteen Tons
Sixteen Tons è una canzone country la cui prima registrazione venne realizzata nel 1946 dal cantante statunitense Merle Travis, per poi essere inserita l'anno successivo nel suo album Folk Songs of the Hills.
Nel 1955 apparve anche un'altra registrazione del brano eseguita da Tennessee Ernie Ford pubblicata come lato B del singolo You Don't Have to Be a Baby to Cry, una sua interpretazione dell'omonimo standard di Moon Mullican. La versione di Ford raggiunse il primo posto della classifica della rivista Billboard dedicata alla musica country, dove rimase per dieci settimane, per poi passare alla prima posizione nella classifica riservata alla musica pop, che mantenne per altre otto settimane.
Un'altra registrazione che ottenne tantissimo successo, ma solo nel Regno Unito, fu quella realizzata da Frankie Laine. Pubblicata il 17 ottobre del 1955, dopo una decina di giorni aveva già venduto 400 000 copie, raggiungendo il milione il 10 novembre. In totale vendette 2 milioni di copie.

## Tema
Il brano parla delle condizioni di lavoro estreme cui sono sottoposti i minatori statunitensi.
(Sixteen Tons, ritornello)

## Cover
La canzone venne interpretata da moltissimi artisti: fra le più celebri cover ci sono quella già citata di Tennessee Ernie Ford del 1955 e altre versioni come quella dei Platters del 1957; Nicola Arigliano fu il primo interprete italiano a farne una cover nel 1957; in seguito Tom Jones la interpretò in versione rock nel 1967; eccellente anche l'esecuzione di Johnny Cash che la incise sul suo album Johnny Cash Is Coming to Town del 1987.
Con le stesse note della canzone esiste anche una canzone in tedesco, eseguita da Freddy Quinn, dall'argomento completamente differente (l'infelice sorte di un marinaio innamorato della sua nave dopo una delusione con una ragazza), dal titolo Sie hieß Mary Ann (= Si chiamava Mary Ann). In alcune versioni compare il titolo Sie heisst Mary Ann (= Si chiama Mary Ann). Questa canzone tedesca era disponibile in 45 giri sul mercato discografico già negli anni Sessanta del Novecento.

## Interpretazioni
- John Charles
- Merle Travis
- Tennessee Ernie Ford
- Edmund Hockridge e Frankie Laine
- Alberto Vazquez
- The Platters
- Tom Jones
- CCS
- Johnny Cash
- Eric Burdon, usata nel 1990 nella scena d'apertura del film Joe contro il vulcano
- Confessor
- Faith No More
- Memento Mori
- Corb Lund
- Stan Ridgway
- Riblja Čorba
- Stevie Wonder
- Eels
- Brave Combo
- This Bike Is a Pipe Bomb
- Rockapella
- The Weavers
- Nicola Arigliano
- I Giganti
- Big Bill Broonzy
- The Redskins
- Robbie Williams
- Adriano Celentano
- LeAnn Rimes
- Tommy Emmanuel
- B.B. King
- Lorne Greene
- Jeff Beck e gli ZZ Top
- Renzo Arbore (che inserì ne "Il Pap'occhio" il ritornello cantato da un coro di ragazzi di colore, che cantavano "Nu' simm' 'o coro, 'o coro d' 'o film...") e la sua orchestra durante l'ultima puntata di Quelli della notte il 14 giugno 1985
- Nina Hagen
- The Wellermen
- The Dirty Rotten Vipers

## Nella cultura popolare
- In Russia la canzone era famosa già dai tempi dell'URSS nella versione dei The Platters e divenne talmente popolare al punto che furono realizzate molte versioni in russo. Molte di queste erano parodie in cui le 16 tonnellate si riferivano al peso di una bomba trasportata da dei piloti per farla cadere su un Paese. In alcune il Paese bersagliato è l'America, in alcune è la Russia e in altre la Cina.
- Il brano si sente nell'episodio Bart vince un elefante della quinta stagione de I Simpson, quando Marge la ascolta alla radio mentre sta pulendo.
- Il brano è presente in un episodio di South Park (Stagione 22, Ep. 9 "Unfulfilled"), dove gli abitanti della città vanno a lavorare in un centro di smistamento pacchi di Amazon come, appunto, dei minatori.
- È stata anche interpretata da John Charles, calciatore della Juventus degli anni '50-'60.[2][3]
- Del brano sono state incise anche versioni in italiano, la prima nel 1968 dal gruppo beat I Giganti come facciata B del singolo "Una storia d'amore", ed un'altra nel 1986 interpretata da Adriano Celentano (con il titolo L'ascensore), nonché due in napoletano; una, parodistica, inserita nella colonna sonora del film Il pap'occhio, in cui l'inciso ("Nu' simm' 'o coro, 'o coro d' 'o film"), diventa una sorta di fil rouge per tutto il film, mentre un'altra eseguita dal cantante italo-americano Lou Monte (Quann'ero guaglionne vint'anne fa).[3]
- Renzo Arbore - amante del country, del jazz e del soul - la volle cantare con la New Pathetic Elastic Orchestra nell'ultima serata di Quelli della notte il 14 giugno 1985 insieme ad Alberto Tonti.
- È usata come sigla del programma Dimartedì, condotto da Giovanni Floris su LA7.
- La versione di Tennessee Ernie Ford, insieme a "Dark as a Dungeon" e "Shenandoah", è inserita nella colonna sonora di Fallout 76.[4]
- Il brano è presente nell'episodio Il contratto della terza stagione di Mad Men.
- La sigla del programma televisivo di Canale 5 Chi ha incastrato Peter Pan? condotto da Paolo Bonolis e Luca Laurenti (in uso nelle prime due edizioni) ha plagiato proprio il brano di Tennessee Ernie Ford.